# Макруд

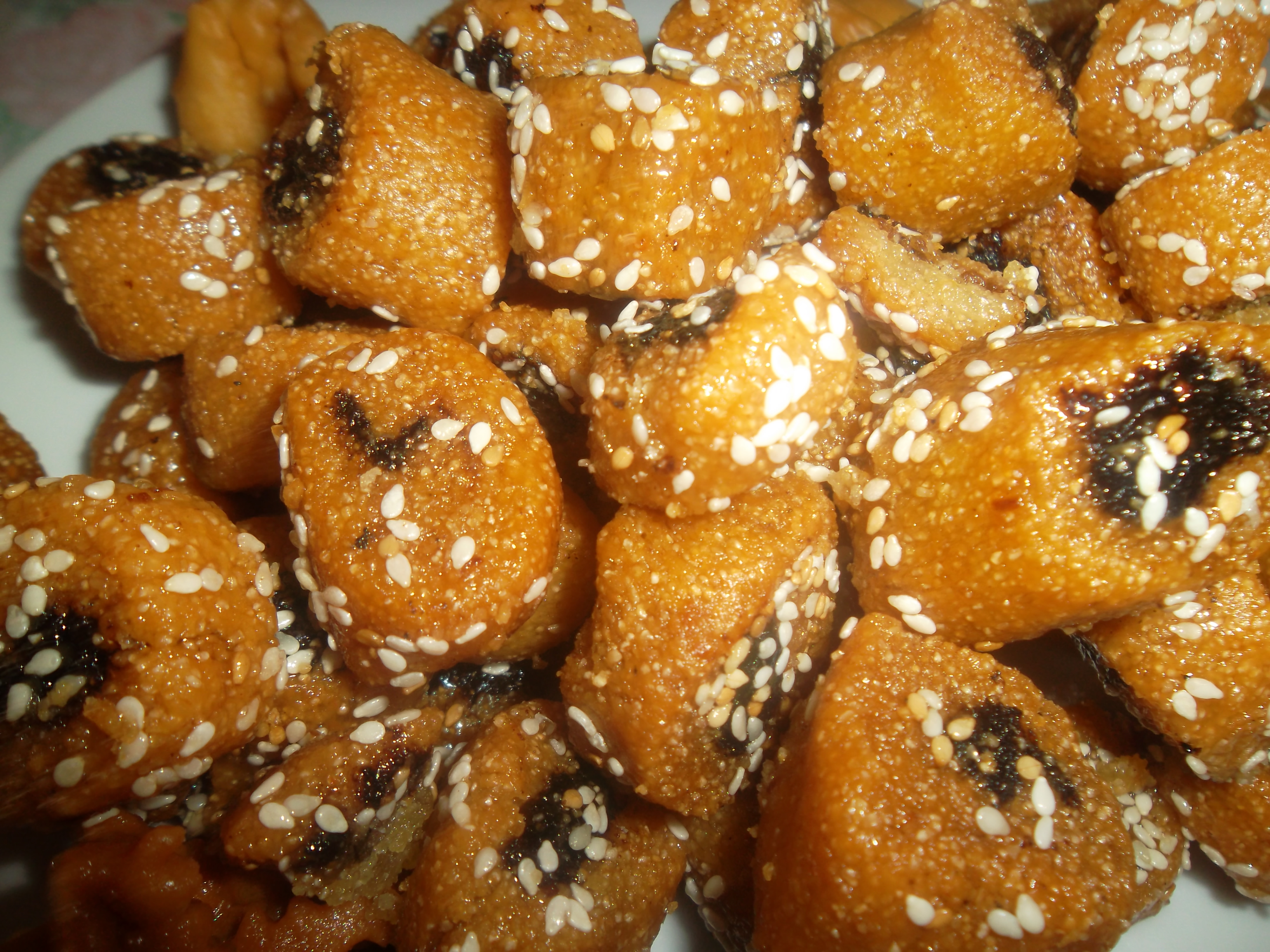
Печиво макруд

Макруд (араб. مقروض) — традиційне солодке печиво в Північній Африці. Вважається, що воно родом з Тунісу, але також дуже популярно в Алжирі, Марокко (особливо в містах Уджда і Тетуан)), Лівії та на Мальті. Існує думка, що воно виникло в оазах Мзаба і степах Сетифу в Алжирі, за іншими джерелами історія макруда пов'язана з містом Кайруан, духовною столицею Тунісу. У цьому місті 20 травня 2008 року пройшов перший національний фестиваль макруд. Як частина кулінарної культури, макруд також став поширеним в країнах, де проживає велика кількість осіб алжирського чи туніського походження, особливо у Франції.
В Магрибі, існує багато його різновидів, деякі з яких є випічкою, яка має мало спільного з традиційним макрудом, за винятком форми. Наприклад, макрут малах (makrout malah, «солоний макруд»), готується з картоплі, спецій (куркума, кмин, орегано, чебрець), а начинку зазвичай роблять з курки, маринованої в часниковому соусі з томатами, паприкою та оливковою олією. Потім посипають свіжим кунжутом. У класичному варіанті печиво наповнене фініками, горіхами або мигдалевою пастою. Має форму ромба — від цієї характерної форми і його назва. Тісто виготовляється з комбінації манної крупи та борошна, що надає печиву специфічну текстуру і смак. Макруд з фініками та медом популярний на Рамадан.

## Приготування
Тісто з борошна, манної крупи і рослинної олії розкочується, наповнюється фініковою пастою. Зазвичай для приготування пасти використовується сорт фініків Деглет-нур, також інжир або мигдаль, кориця, цедра апельсина. Закочується рулетиком, який притискають для отримання плоскішої форми. Потім нарізають на ромбоподібні шматочки. Після цього заготовки печива або смажать в олії, або запікають у духовці.
Останній етап приготування полягає у вимочуванні макруда в солодкому сиропі з води, меду і квіток апельсина.